# Les Aléoutiennes
Pour l’article homonyme, voir Îles Aléoutiennes.
Pour plus de détails, voir Fiche technique et Distribution.
Les Aléoutiennes (Report from the Aleutians) est un film documentaire américain réalisé par John Huston, sorti en 1943, sur la campagne des îles Aléoutiennes, pendant la Seconde Guerre mondiale.
Le film a été nommé pour l'Oscar du meilleur film documentaire lors de la 17e cérémonie des Oscars, en 1945.

## Synopsis
Cette contribution à l'effort de guerre américain,  réalisée en Technicolor,  fait une description minutieuse de la position géographique des lieux et surtout des conditions de vie des soldats. Avec une équipe du Signal Corp., Huston se rendit pendant l'automne et l'hiver 1942 dans les îles Aléoutiennes, point de départ des raids américains sur les bases japonaises de Attu et de Kiska. C'était un archipel balayé par des tempêtes continuelles dont les images donnent une vision terrifiante des conditions de vie des soldats et d'atterrissage des avions. Par cette description humaine,  Huston montre sa profonde admiration, non pour la guerre en elle-même mais pour le courage des hommes qui y étaient mêlés.  

## Fiche technique
- Titre : Les Aléoutiennes
- Titre original : Report from the Aleutians
- Réalisation : John Huston
- Scénario John Huston
- Société de production :	U.S. Army. Signal Corps. Pictorial Service
- Société de distribution : U.S. Office of War Information
- Montage : John Huston
- Pays de production :  États-Unis
- Langue : anglais
- Durée : 45 minutes
- Date de sortie : 
  - États-Unis : 31 juillet 1943 (première à New-York)

## Distribution
- John Huston : Narrateur
- Walter Huston : Narrateur